# Maladie de l'empoisonnement du saumon
La Maladie de l'empoisonnement du saumon (SPD) est une maladie mortelle des chiens et d'autres canidés causée par une rickettsiose parasite, Neorickettsia helminthoeca. Il résulte de manger cru du saumon, de la truite, ou de la salamandre et est commun dans le nord-ouest du Pacifique. Ces poissons et les amphibiens sont infectés par les larves d'un fluke, Nanophyetus salmincola par l'intermédiaire d'un hôte intermédiaire, l'escargot Oxytrema plicifer. Les larves s'attache à l'intestin du chien et les rickettsies parasites sont libérés, causant de graves maladies gastro-intestinales et une infection systémique.
Neorickettsia elokominica, portés par la même fluke, provoque une maladie semblable connue sous le nom de la fièvre d’Elokomin (EFF) chez les canidés, les ours, les ratons laveurs et les furets.

## Les symptômes
Les symptômes de la SPD commence environ une semaine après avoir mangé du saumon et inclut le vomissement, la diarrhée, la perte d'appétit, la dépression, une forte fièvre, et l'hypertrophie des ganglions lymphatiques. Non traitée, la mortalité atteint 90%. La mort survient sept à dix jours après que les symptômes commencent.
Les symptômes de l'EFF sont moins graves que ceux de la SPD, avec moins de signes gastro-intestinaux et plus des ganglions lymphatiques. La mortalité en l'absence de traitement est d'environ 10 pour cent.

## Diagnostic
Le diagnostic se fait via la recherche des œufs de fluke au microscope dans un échantillon de selles. Une aspiration avec une aiguille de biopsie d'un ganglion lymphatique va révéler à rickettsies organismes à l'intérieur des macrophages dans de nombreux cas. L'infection des rickettsies peut être traitée avec succès par la tétracycline, et l'infection du fluke peut être traitée avec le fenbendazole.